# Refroidissement sympathique
 (mars 2020).
Pour les articles homonymes, voir Refroidissement.
Le refroidissement sympathique est un processus dans lequel les particules d'un type refroidissent les particules d'un autre type. 
En règle générale, les ions atomiques qui peuvent être directement refroidis par laser sont utilisés pour refroidir les ions ou atomes voisins, par le biais de leur interaction de Coulomb mutuelle. Cette technique est utilisée pour refroidir les ions et les atomes qui ne peuvent pas être refroidis directement par le refroidissement au laser, dont la plupart des espèces d'ions moléculaires, en particulier les grosses molécules organiques. Cependant, le refroidissement sympathique est plus efficace lorsque les rapports masse / charge des ions sympathiques et refroidis par laser sont similaires. 
Le refroidissement d'atomes neutres de cette manière a été démontré pour la première fois par Christopher Myatt et al. en 1997. Ici, une technique avec des champs électriques et magnétiques a été utilisée, où les atomes avec spin dans une direction étaient plus faiblement confinés que ceux avec spin dans la direction opposée. Les atomes faiblement confinés avec une énergie cinétique élevée ont pu s'échapper plus facilement, abaissant l'énergie cinétique totale, entraînant un refroidissement des atomes fortement confinés. Myatt et al. ont également montré l'utilité de leur version de refroidissement sympathique pour la création de condensats de Bose–Einstein. 
Le refroidissement sympathique est désormais utilisé dans une large gamme d'applications[réf. nécessaire] : horloges atomiques, ordinateurs quantiques, etc. 